# Боффалора-д'Адда
Боффалора-д'Адда (італ. Boffalora d'Adda, п'єм. Boffalora d'Adda) — муніципалітет в Італії, у регіоні Ломбардія, провінція Лоді.
Боффалора-д'Адда розташована на відстані близько 460 км на північний захід від Рима, 27 км на південний схід від Мілана, 4 км на північ від Лоді.
Населення — 1761 особа (2014).

## Демографія
Населення за роками:

Станом на 1 січня 2023 року в муніципалітеті офіційно проживало 149 іноземців з 24 країн, серед них 81 громадянин країн Євросоюзу та 4 громадяни України.

## Сусідні муніципалітети
- Довера
- Гальганьяно
- Лоді
- Монтаназо-Ломбардо
- Спіно-д'Адда
- Цело-Буон-Персіко